# Андреа II
Андреа II (порт. André II) або Мвізі-а-Лукені (кон. Mvizi a Lukeni; 1798–1842) — п'ятдесятий маніконго центральноафриканського королівства Конго.
Прийшов до влади після смерті Гарсії V, хоч висунув свої претензії на престол ще 1825 року. Був повалений Енріке III 1842 року.